# Capim-barba-de-bode

O Capim-barba-de-bode (Cyperus compressus) é uma erva anual, da família das ciperáceas, de distribuição pantropical. Tal espécie vegeta em terrenos turfosos ou estéreis. Também é conhecida simplesmente pelo nome de barba-de-bode.